# Sari Raber
Sari Jael Raber (* 1. Januar 1986 in Edmonton, Alberta, Kanada) ist eine ehemalige kanadische Fußballspielerin.

## Karriere

### Vereine
Während ihres Studiums an der University of Nebraska-Lincoln lief Sari Raber für das dortige Hochschulteam der Nebraska Cornhuskers auf und spielte parallel im Jahr 2007 für die W-League-Franchises der Vancouver Whitecaps. Von 2008 bis 2010 lief sie ebenfalls in der W-League für Ottawa Fury auf.

### Nationalmannschaft
Raber war Teil der kanadischen Nachwuchsnationalmannschaften in den Altersklassen U-19 und U-20 und nahm unter anderem an der U-19-Weltmeisterschaft 2004 und der U-20-Weltmeisterschaft 2006 (ohne Einsatz) teil. Nachdem sie bereits am 30. Juli 2004 bei einem Freundschaftsspiel gegen Japan in der Kanadischen Nationalmannschaft debütiert hatte, kam sie im Jahr 2010 zu sechs weiteren Einsätzen und war Teil der Siegermannschaft beim Zypern-Cup.

## Erfolge
- Gewinn des Zypern-Cup 2010